# August Lütke-Westhues
August Lütke-Westhues (n. 25 iulie 1926, Westbevern⁠(d), Statul Liber Prusia⁠(d), Germania – d. 1 septembrie 2000, Münster, Germania) a fost un sportiv ce a reprezentat Germania, medaliat olimpic. A participat la o ediție a Jocurilor Olimpice (1956) în care a câștigat două medalii de argint.